# Hendrik van Pede

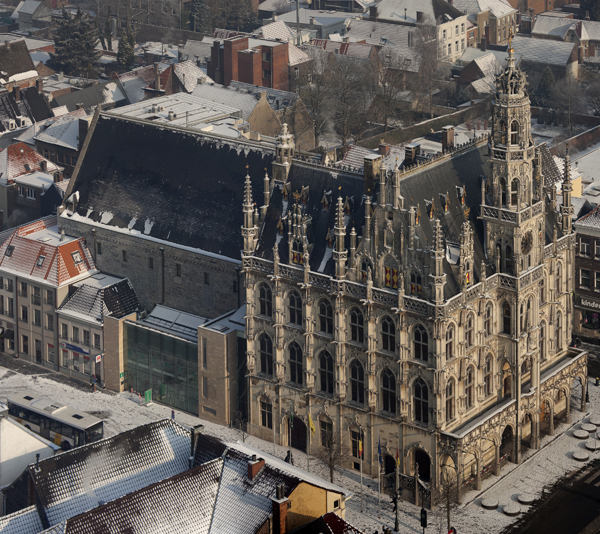
Stadhuis van Oudenaarde

Hendrik van Pede of Heyndric Van Pe (fl. 1512-1538) was een Brussels steenkapper en architect actief in de eerste helft van de 16e eeuw. In zijn geboortestad werd hij in 1515 aangesteld als stadsbouwmeester ("meester-metser"). Hij moest beloven geen andere ambten te aanvaarden (en dat ic met gheene heeren [...] andere steden dorpe of vryheden verbonden en ben noch my verbinde en sal buten noch binnen lande dan alleen metten stad van Bruessel) en zelf de handen uit de mouwen te steken (dagelyx moeten wercken metter hant als te doene es ende de gemete werck setten).
Met Rombout II Keldermans werkte hij aan de hofkapel van het Koudenbergpaleis (1526). Met Pieter van Wyenhove en Loys van Boghem verving hij de noordelijke straalkapellen van de Collegiale Sint-Goedele door de Sacramentskapel (1532-1540).
Hij ontwierp ook civiele gebouwen, in de eerste plaats het bijzondere stadhuis van Oudenaarde en de lakenhal ernaast (1525-1536), exponenten van de Brabantse laatgotiek. Van de toren presenteerde hij in 1528 een model in steen. Mogelijk draagt ook het stadhuis van Zoutleeuw zijn signatuur.
Tot zijn verdwenen projecten behoren de verbouwingen aan het Hof van Nassau (1503), de afwerking van het Broodhuis (1514) en de toegangspoort tot de hertogelijke burcht op de Keizersberg (1526).